# Shaumián (Adiguesia)
Shaumián (del ruso: Шаумян) es un jútor del raión de Maikop en la república de Adiguesia de Rusia. Está 4 km al suroeste de Tulski y 14 km al sur de Maikop, la capital de la república. Tenía 388 habitantes en 2010.
Pertenece al municipio Pobedenskoye.